# Telediario
Telediario és el programa informatiu de Televisió Espanyola, la primera emissió es va produir el 15 de setembre de 1957 des dels estudis del Passeig de l'Havana de Madrid. El Telediario, amb tres edicions diàries, una matinal de llarga durada i dues d'una hora; a més de quatre edicions en el cap de setmana d'entre trenta a seixanta minuts, informa de les notícies més rellevants en els àmbits nacional, internacional, social, esportiu i meteorològic.
És un fet poc controvertit el poder de la televisió com a creador d'opinió pública: Els informatius televisats han constituït durant decennis - abans de l'eclosió de les xarxes socials i donada l'escassa penetració de la premsa escrita entre la població espanyola
2004, va perdre el lideratge per primera vegada en la seva història a favor d'Antena 3 Noticias, però el va recuperar entre finals de 2007 i principis de 2013, quan el va perdre de nou en aquesta ocasió a favor d'Informativos Telecinco; recuperant des 2016 a 2018 en diferents períodes.
TVE, com Telediario, quan cada informatiu de la resta de cadenes, té ja el seu nom, però l'única cadena que pot usar aquest nom és RTVE, ja que el té registrat.

## Història: primer Telediario
S'inicien les emissions de TVE la tardor de 1956. Va ser llavors quan el presentador i primer cap de redacció de TVE, David Cubedo, proposà la creació d'un apartat d'informatius. Després d'aquesta proposta, ens van iniciar els noticiaris. Aquesta secció de l'emissió el van anomenar “Últimes noticies” i durant la duració d'aquestes els presentadors llegien fragments de les notícies dels diaris i, repetien també, parts radiofòniques que s'havien estat retransmetent pocs minuts abans a Ràdio Nacional d'Espanya (RNE) (sense l'ús de recursos gràfics).
Amb l'arribada de l'estiu i de les vacances dels treballadors, aquestes emissions van finalitzar, i no va ser fins al 15 de setembre de 1957 que es va emetre per primera vegada el “Telediario” com a tal. Les emissions de la televisió espanyola, en aquell llavors, tenien una duració de tres hores seguides al dia (entre les nou i les dotze de la nit), atès que les càmeres s'escalfaven i l'únic recurs que els tècnics d'aquella època tenien era l'aplicació de ventiladors. Cal mencionar també que el so constava de micròfons subjectats en suports de peu i sostinguts amb el contrapès de bosses de sorra; i els decorats constaven d'unes cortines i una taula, ja que les petites dimensions del plató no permetia molt més.
Aquest “telediarios” van ser protagonitzats per presentadors com Ángel Marrero, José de las Casas i Jesús Álvarez, entre d'altres. Que narraven les notícies, majoritàriament, sense cap suport audiovisual, ja que les imatges necessàries a consumaven a arribar en dies de retard.
Més endavant, Televisió Espanyola va contractar els serveis de Columbia Broadcasting System (CBS) per rebre contingut sobre les notícies internacions, i a No-Do per rebre material amb relació a les notícies nacionals. Gràcies a la incorporació d'aquests serveis, el “telediario” va anar evolucionant i millorant les seves emissions.
A part del “telediario”, el 1958, Televisió Española va incloure altres apartats de temàtiques diverses com concursos o sarsueles com ho van ser els programes La hora Philips, Telemímica, Teatro Apolo o ¿Jugamos?.
TVE a partir de l'any 1958 i fins al 1960 va seguir expandint les seves emissions geogràficament, fent que la seva àrea de cobertura passes de només emetre a Madrid a arribar a les televisions de Província de Saragossa, Castella i Lleó, Castella la Mancha, Lleida, i Barcelona. I més tard (febrer 1960) també arribarà a Província de València, Tarragona i Província de Castelló.

## Estructura
Respon a l'esquema tradicional de qualsevol programa informatiu: L'obertura es correspon amb imatges i breu comentari de la notícia més important. Seguidament es presenta el sumari o titulars dels elements que compondran el contingut de l'informatiu. Sense perjudici de variacions segons la rellevància dels esdeveniments a comunicar, l'ordre habitual respon a l'esquema: Política-Economia-Nacional, Internacional, Successos, societat i finalment Esports, que disposa d'un presentador. El noticiari sol tancar-se amb una notícia curiosa o amable.
En un estudi del Telediario emès el dia 14 de desembre de 2.005.169 es destaca la següent distribució de minuts dedicats a cada bloc: Internacional (20%), Nacional (7%), Economia (14%), Societat (29%), cultura (8%), Altres (4%) i Esports (19%). Amb diferents paràmetres un estudi de 2009 concuye la següent distribució: Política (25%), Economia (11%), Successos (6%), Societat (23%), Medi Ambient (2%), Altres (7%).
En qualsevol cas, aquest esquema ha estat amb freqüència objecte d'anàlisi, posant-se de relleu que en l'evolució de continguts, des de 1990 i com a conseqüència de l'naixement de les cadenes privades i en nom de la competència, s'ha incrementat notablement el temps dedicat a successos, curiositats i sobretot esport, augmentant en conseqüència el temps d'emissió dels 30 minuts tradicionals als 45-60 des de l'última dècada de segle xx. Així mateix, s'ha constatat un increment en el nombre de notícies que van passar de 14 per edició el 1989 a entre 25 i 30 el 2002.

## Estil
La figura del conegut com bust parlant (lector de notícies) va marcar, des dels seus inicis l'estil de presentació de notícies en "Telediario" i en alguns fòrums acadèmics encara es considera com a orientació essencial en l'estil de l'noticiario. La circumstància que l'ordenament jurídic ordeni expressament una clara separació entre informació i opinió ha impedit al llarg dels anys que "Telediario" hagi comptat amb analistes al plató com passava en els anys 1990 en els informatius d'Antena 3 o Telecinco.
Per raons anàlogues, tampoc el denominat Telediario d'autor, com els de José María Carrascal a Antena 3 a la primera meitat de la dècada de 1990 o Iñaki Gabilondo a Cuatro, la segona meitat dels anys 2000, ha tingut especial predicament a Televisió Espanyola. Tan sols han merescut tal qualificatiu, els de: Felipe Bessó (1984-1985), 176 Luis Carandell (1985-1987) i Pedro Altares (1993-1995).
Al llarg de la seva història, s'han alternat indistintament les fórmula de presentació per un únic periodista o bé per un tàndem de presentadors que se succeeixen davant la càmera. La primera de les opcions ha estat gairebé l'única que s'ha mostrat al Telediario-3 i la segona ha primat al Telediario Matinal i el Telenotícies Cap de Setmana. Pel que fa a Telediario 1 i Telediario 2, el presentador únic va ser inusual fins a la dècada de 2000, encara que s'ha imposat des de llavors: Ana Blanco (1998-1999; 2000-2003; 2004-2013; 2014-present), Lorenzo Milá (2004-2009), Pepa Bueno (2009-2012), Marta Jaumandreu (2012) i Pilar García Muñiz (2013-2018). Quant als esports, fins a 2014 sempre els conduïa un presentador.
Des de setembre de 2014, s'implanta la parella de presentadors en l'edició d'esports del cap de setmana, primer amb Marc Martín i Arsenio Cañada; després Nico de Vicente relleva Marc Martín de març a agost de 2016 i Arsenio Cañada assumeix la presentació del bloc esportiu en solitari, durant la següent temporada. De setembre de 2017 a agost de 2018, Estefania Rei s'uneix a Arsenio Cañada en els esports de cap de setmana.
Arsenio Cañada, primer, des de setembre de 2018 a juliol de 2019, i Marcos López, el relleu de la Canyada, des de setembre de 2019 condueixen en solitari els esports del cap de setmana, tal com passa a la resta d'edicions de Telenotícies.